# 晴天愉快
《晴天愉快》（日語：ハレ晴レユカイ）是2006年5月10日發行的單曲，做為電視動畫《涼宮春日的憂鬱》的片尾曲，因片中的「涼宮春日舞」而在全世界爆紅。

## 收錄曲
1. 晴天愉快（ハレ晴レユカイ）
作詞：畑亞貴，作曲：田代智一，編曲：安藤高弘
《涼宮春日的憂鬱》（2006年版本第1-13話，2009年版本第1-5、7、9-11、26-28話）片尾曲。
2. 作詞：畑亞貴，作曲：鈴木盛廣，編曲：近藤昭雄
3. 晴天愉快（off vocal）
4. （off vocal）

## 製作人員
- Performed by 平野綾、茅原實里、後藤邑子
- Producer & Director：齋藤滋（Lantis）
- Engineer：淺野浩伸、下川晴彥、守屋勝美
- Studio：Studio Magic Garden
- Mastering：安藤義彥（青葉台工作室）
- Design：OverDriveDesign
- Illustration：池田晶子
- Paint：三浦理奈
- Promotion：松村起代、木戶健介（Lantis）
- A&R desk：山崎彩、濱田邦子（Lantis）
- Thanks：SOS團、角川書店、京都動畫
- Supervisor：伊藤善之
- Executive Producer：井上俊次（Lantis）
- Super Producer：涼宮春日

## 獎項
- 日本唱片協会2006年7月度金唱片認定作品（累計出貨10万張以上）[4]
- 2006年上半期日本Anican大賞 主題歌、單曲部門1位
- 第11回神戶動畫獎關西電台賞（主題歌賞）[5][註 1]
- 2015年，在加拿大影音商業網WatchMojo.com的十大最佳動畫片尾曲（Top 10 Anime Ending Themes）榜單中，「晴天愉快」名列第二，僅次於《魔法少女小圓》的「Magia」[7]。
- 日本唱片協会2017年5月度付費音樂下載金唱片認定作品（10万下載數以上）[8]
- Sony Music「平成動畫歌曲大賞」 2000-2009年用戶投票賞[9]

## EP盤
樂曲有製作黑膠唱片版EP盤，在2007年3月18日舉行的「涼宮春日的激奏」活動及動畫商店銷售（LZM-2001）。收錄曲目與CD相同，A面「晴天愉快」，B面，off vocal版未有收錄。

## 涼宮春日舞

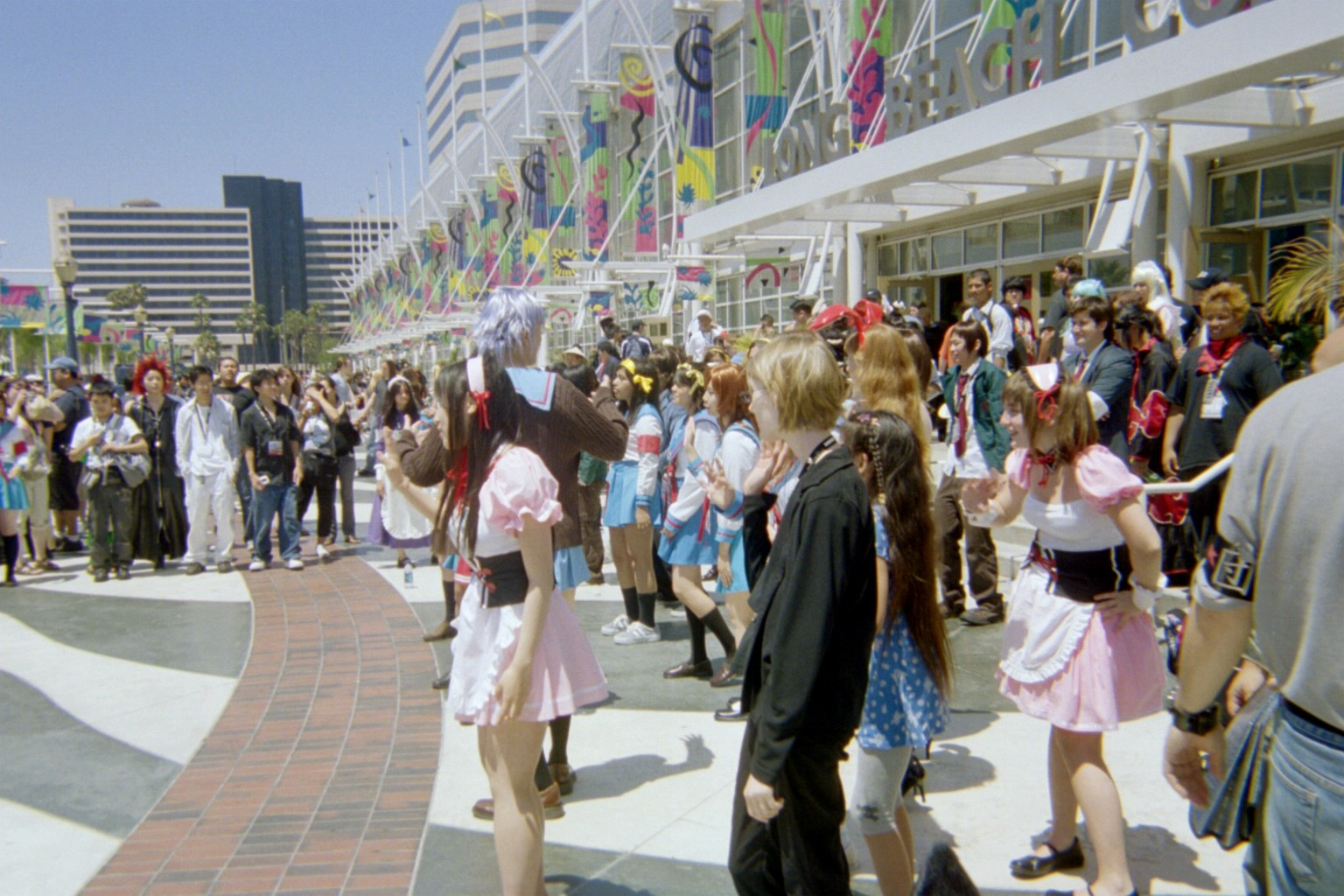
一群美國的ACG迷在動漫展上集體跳出《晴天愉快》的舞蹈。

歌曲從頭到尾，尤其是副歌部分配有輕快的編舞，由春日等SOS團5人在動畫中跟隨音樂起跳，通称涼宮春日舞。作画監督池田晶子接受《ORICON STYLE》訪問時，指編舞參考不少偶像的音樂短片製作，有些動作有類似之處。外界認為具体参考的是偶像團體Berryz工房的音樂編舞，互聯網上的視像分享網站流傳有對比影片。負責片尾演出的山本寬表示，自己是受OVA《熱帶雨林的爆笑生活 DELUXE》片尾曲的演出觸動，決定加入舞蹈。
涼宮春日舞，即本劇片尾曲的舞蹈，吸引許多ACG迷學習。
由於相關的舞蹈受歡迎，於是製作單位於2006年9月16日，在京都動畫網站上發佈了完整版的跳法。

### 舞蹈受歡迎的原因
對於製作團體自身而言，片頭曲和片尾曲其實都能夠演繹角色，跟大多動畫公式的低成本分鏡演出和預算截然不同。其中片尾曲《晴天愉快》播出後大受歡迎，片中SOS團團員5人以涼宮春日為首跳出舞步，故大部份人稱之《SOS團團舞》或《涼宮舞》。部分人更把自己跳舞的片段上載，世界各地亦有組織表演此舞。。及後，官方更於2006年9月16日推出了完整版的涼宮舞片段。

### 世界第一
片尾曲中，舞蹈的跳法並不完整，有一些位置變成別的畫面或鏡頭。當時，有動漫迷透過剪接，試圖作同好式的補完。
後來，製作單位2006年9月16日發佈了完整版的跳法。 此後，世界各地的fans便加緊練習，希望成為「世界第一」。
在2006年9月23日的「中大未完之夜」cosplay活動上，向映晴、鳴風小洛、KISA、峰、零五名cosplayer，分別飾演涼宮春日、長門有希、朝比奈實玖瑠、古泉一樹及阿虛，跳出這舞蹈，成為世界首個在公開場合完成本舞的團隊。

### 舞蹈演繹
在涼宮春日的激奏中，動畫中的五名主角聲優首次以聲優真人版演繹《涼宮舞》。
2007年4月8日，大量Cosplayer響應將本單曲推上Oricon榜單第1名運動，在秋葉原的步行者天国快閃跳此舞，場面被上載至影片網站，引發反響。
2009年，無綫電視在J2將播出本劇前，以本港女藝人賈曉晨、孫慧雪、徐淑敏，一邊Cosplay一邊跳此舞，來作首個宣傳廣告。三人亦在該台於商場舉行的大型宣傳活動中，一邊Cosplay一邊跳出此舞。
在2017年的Animelo Summer Live，平野綾、茅原實里、後藤邑子3人相隔11年再次以SOS團身份出演，邊跳舞邊演唱《晴天愉快》，是「涼宮春日的激奏」後，「SOS團」声優10年來再次表演《晴天愉快》。

### 新型冠狀病毒流行期間
2020年，由於2019冠狀病毒病疫情嚴峻，不少人留在家中避免外出；4月24日，在動畫《涼宮春日的憂鬱》中飾演春日的平野綾在Twitter上載影片，教授《晴天愉快》舞蹈跳法，並配合動畫片段實際表演。影片發布後，在同動畫中飾演阿虛的杉田智和及飾演谷口的白石稔亦隨之上載舞蹈影片，在動畫中飾演電腦研究部部長的小伏伸之並在Twitter上作出反應，引發外界關注。「晴天愉快」、「杉田智和／AGRS頻道」（杉田智和／AGRSチャンネル）等詞一度列入Twitter趨勢榜，平野的舞蹈影片於26日晚間已有超過500万次播放。杉田的舞蹈影片發布至YouTube後，約1小時即獲得10万次以上播放，12小時後已播放180万次以上，名列發燒影片首位。

## 相關歌曲
另外在角色CD中，亦有不同的版本。除涼宮春日、長門有希和朝比奈實玖琉版本外，歌词均与原版有所不同，而虛妹、喜緑江美裡、古泉一樹和阿虚版本编曲均与原曲不同。
- 涼宮春日的憂鬱 角色歌 Vol.1 涼宮春日

歌：平野綾，收錄歌曲：／／晴天愉快～Ver.涼宮春日～
- 涼宮春日的憂鬱 角色歌 Vol.2 長門有希

歌：茅原實里，收錄歌曲：／SELECT ?／晴天愉快～Ver.長門有希～
- 涼宮春日的憂鬱 角色歌 Vol.3 朝比奈實玖琉

歌：後藤邑子，收錄歌曲：／／晴天愉快～Ver.朝比奈實玖琉～
- 涼宮春日的憂鬱 角色歌 Vol.4 鶴屋學姊

歌：松岡由貴，收錄歌曲：／／晴天愉快～Ver.鶴屋學姊～
- 涼宮春日的憂鬱 角色歌 Vol.5 朝倉涼子

歌：桑谷夏子，收錄歌曲：／／晴天愉快～Ver.朝倉涼子～
- 涼宮春日的憂鬱 角色歌 Vol.6 虛妹

歌：青木沙耶香，收錄歌曲：／晴天愉快～Ver.虛妹～
- 涼宮春日的憂鬱 角色歌 Vol.7 喜緑江美裡

歌：白鳥由里，收錄歌曲：fixed mind／晴天愉快～Ver.喜綠江美里～
- 涼宮春日的憂鬱 角色歌 Vol.8 古泉一樹

歌：小野大輔，收錄歌曲：／晴天愉快～Ver.古泉一樹～
- 涼宮春日的憂鬱 角色歌 Vol.9 阿虛

歌：杉田智和、平野綾，收錄歌曲：（合唱：涼宮春日（平野綾））／晴天愉快～Ver.阿虛～

## 音樂遊戲收錄
- 南夢宮發售的《太鼓之達人》系列（《太鼓之達人9》[22]起，以及PS2的《太鼓之達人 裝滿樂趣第七代》[23]）收錄本曲。
- 太東的街機遊戲「GROOVE COASTER」[24]
- 世嘉的街機遊戲「CHUNITHM」[25]
- Bushimo的遊戲應用程式《BanG Dream! 少女樂團派對》收錄《BanG Dream!》登場角色翻唱版[26]。
- 科樂美的街機遊戲 「SOUND VOLTEX」[27]

## 翻唱
- Hello, Happy World!［弦卷心（伊藤美来）］、美竹蘭（佐倉綾音）、丸山彩（前島亞美） - 收錄於遊戲《BanG Dream! 少女樂團派對》（2018年3月10日加入[26]）。
- - 收錄於2019年4月24日發售（3月1日提前下載）的翻唱專輯《IMAGINATION vol.1》[28]。
- 2024年7月17日，電視動畫《不時輕聲地以俄語遮羞的鄰座艾莉同學》以此首進行改編並作為第四集片尾曲，此版本製作團隊邀請劇中女主角-「艾莉莎·米哈伊洛夫娜·九条」的聲優上坂堇進行翻唱。

## 外部連結
- 晴天愉快 （页面存档备份，存于） - Lantis
- 《晴天愉快》EP盤 （页面存档备份，存于） - Lantis